# كريس شيبارد (لاعب كرة قدم)
كريس شيبارد (بالإنجليزية: Chris Shephard)‏ هو لاعب كرة قدم بريطاني في مركز الوسط، ولد في 25 ديسمبر 1988 في إكستر في المملكة المتحدة. لعب مع إيستبورن بوروه ونادي إكزتر سيتي ونادي باث سيتي ونادي سالزبري سيتي ونادي ويموث.

## وصلات خارجية
- كريس شيبارد (لاعب كرة قدم) على موقع قاعدة بيانات كرة القدم.إي يو (الإنجليزية)
- كريس شيبارد (لاعب كرة قدم) على موقع Soccerbase.com (لاعب) (الإنجليزية)